# (2813) Zappalà
(2813) Zappalà ist ein Asteroid des Hauptgürtels, der am 24. November 1981 vom US-amerikanischen Astronomen Edward L. G. Bowell an der Anderson Mesa Station (IAU-Code 688) des Lowell-Observatoriums in Coconino County entdeckt wurde.
Der Asteroid wurde nach Vincenzo Zappalà (* 1945) benannt, der am Osservatorio Astronomico di Torino arbeitet und die Webseite Astronomia.com unterhält.